# Helmut Pemsel
Helmut Pemsel (* 31. Oktober 1928 in Mistelbach)  ist ein österreichischer Buchautor und ehemaliger Unternehmer.

## Leben
Im Zweiten Weltkrieg zunächst als Flakhelfer im Einsatz, geriet Pemsel später in Kriegsgefangenschaft, aus der er im August 1945 zurückkehrte. Später war er, bis 1988, als Unternehmer tätig. Daneben begann er ab 1950 mit dem Aufbau einer eigenen Marinebibliothek, und ab 1955 verfasste er eine Chronik der Seekriegsgeschichte. Ab 1970 publizierte er Beiträge in Marinemagazinen wie z. B. der Marine-Rundschau. Als Autor erlangte er vor allem durch seine die Seekriegsgeschichte betreffenden Werke Bekanntheit. 1974 regte er die Gründung der Arbeitsgemeinschaft für österreichische Marinegeschichte an, die auch die Zeitschrift Marine – gestern, heute. Nachrichten aus dem Marinewesen herausgab. Ab 1988 studierte er 20 Semester Geschichte an der Universität Wien, und 2007 verlieh ihm der österreichische Bundespräsident Heinz Fischer für seine Autorentätigkeit den Berufstitel Professor.

## Werke (Auswahl)
- Von Salamis bis Okinawa. Eine Chronik zur Seekriegsgeschichte. Lehmann, München 1975, ISBN 3-469-00548-6 (mit 135 Karten und 3 graphischen Darstellungen).
- Weltgeschichte der Seefahrt. 7 Bände. Koehler/NWV, Hamburg/Wien/Graz 2006, ISBN 3-7822-0818-8 (ISBN 3-7083-0020-3 [NWV]).
- Biographisches Lexikon zur Seekriegsgeschichte. Seehelden von der Antike bis zur Gegenwart. Bernard und Graefe, Koblenz 1985, ISBN 3-7637-5422-9.
- Arbeitsgemeinschaft für österreichische Marinegeschichte (Hrsg.): Marine – gestern, heute. Nachrichten aus dem Marinewesen. Nr. 1–15 (1974–1988). Wien.